# Alexander Hamilton
Alexander Hamilton (11 tháng 1 năm 1757 hoặc 1755 – 12 tháng 7 năm 1804) là một sĩ quan quân đội, luật sư, chính trị gia, chuyên gia tài chính người Mỹ. Ông là một nhà lập quốc Hoa Kỳ và là Bộ trưởng Ngân khố đầu tiên, người đã thiết lập hệ thống tài chính - ngân hàng, đặt nền móng cho nền kinh tế Mỹ, khi trở thành Bộ trưởng Ngân khố ông mới 32 tuổi. Ông là một trong những luật sư lập hiến đầu tiên của Mỹ, là một lãnh đạo trong Hội nghị Lập hiến Hoa Kỳ năm 1787.
Năm 1787, Hamilton cùng James Madison và John Jay soạn thảo tập Luận cương Chủ nghĩa Liên bang (The Federalist Papers), mục đích nhằm để thúc đẩy việc phê chuẩn Hiến pháp Hoa Kỳ. Đây là vài câu trong đoạn mở đầu của Luận văn Liên bang số 1 (Federalist No. 1)
Có thể nhận thấy rằng người dân của đất nước này có quyền định đoạt một vấn đề rất quan trọng [...] chính là liệu các xã hội loài người có thể thiết lập một chính phủ tốt bằng việc suy xét và chọn lựa hay không, hay liệu họ mãi mãi phải dựa vào may rủi và vũ lực vì lí do thể chế chính trị. Nếu điều trên đúng thì cơn khủng hoảng mà chúng ta đang gặp phải này cũng đích thực chính là thời đại mà đã đến lúc chúng ta phải đưa ra quyết định; và bầu cử sai chính là nỗi bất hạnh chung của nhân loại.

It has been frequently remarked that it seems to have been reserved to the people of this country, by their conduct and example, to decide the important question, whether societies of men are really capable or not of establishing good government from reflection and choice, or whether they are forever destined to depend for their political constitutions on accident and force. If there be any truth in the remark, the crisis at which we are arrived may with propriety be regarded as the era in which that decision is to be made; and a wrong election of the part we shall act may, in this view, deserve to be considered as the general misfortune of mankind.
Trong thời kỳ Chiến tranh Cách mạng Mỹ, Hamilton là đại uý pháo binh, là một trợ tá về hậu cần cho tướng George Washington, chỉ huy ba tiểu đoàn trong trận chiến ở Yorktown. Dưới thời Tổng thống Washington, Hamilton trở thành Bộ trưởng Ngân khố. Trong vai trò là một Bộ trưởng Ngân khố và là bạn thân cận của Washington, Hamilton có ảnh hưởng rộng lớn các chính sách trong những năm thành lập chính phủ.
Hamilton là một trong những người thành lập Đảng Liên bang, một đảng phái chính trị đầu tiên của Mỹ. Sự nghiệp chính trị của ông đầy vinh quang nhưng rất nhiều biến cố, dù chưa bao giờ đạt đến đỉnh quyền lực, trở thành Tổng thống Mỹ, song những gì Alexander Hamilton đã làm có ảnh hưởng rộng lớn sâu sắc đến sự phát triển của Mỹ, ông là một trong ít khuôn mặt luôn được người Mỹ nhớ tới.
Hamilton chết trong một cuộc đấu súng với Phó Tổng thống Aaron Burr (Phó tổng thống thứ ba của Hoa Kỳ dưới thời Thomas Jefferson).